# Robert Searle
Pour les articles homonymes, voir John Davis, Davis et Searle.

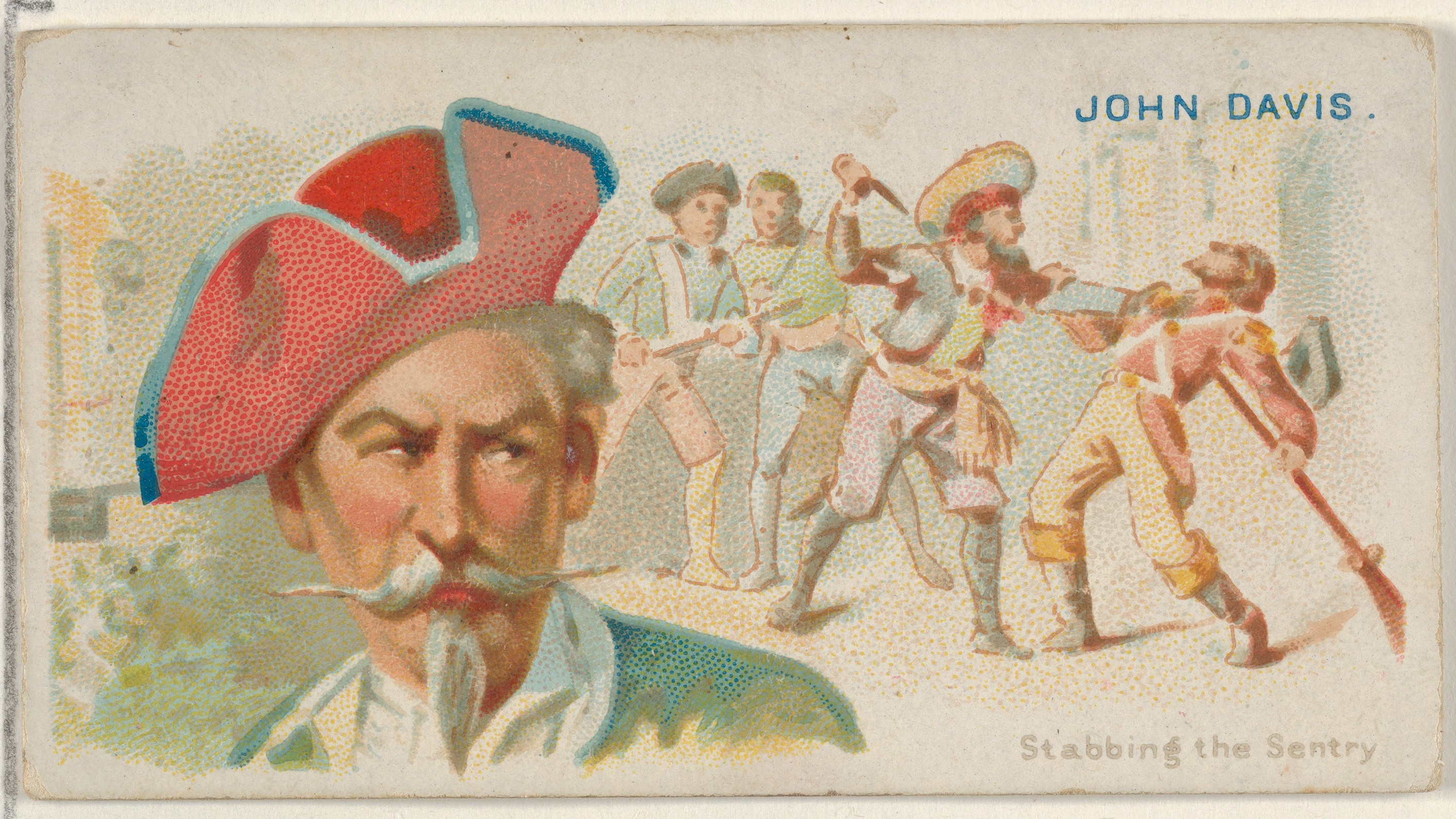
Illustration d'un paquet de cigarette Allen & Ginter de Robert Searle alias John Davis

Robert Searle (alias John Davis), décédé en 1674, était l'un des boucaniers anglais les plus actifs en Jamaïque au XVIIe siècle. Corsaire et pirate, il attaqua la Floride, alors possession espagnole en 1668.